# Pinheiros (distretto di San Paolo)
Pinheiros è un distretto (distrito) della zona occidentale di San Paolo in Brasile, situato nella subprefettura di Pinheiros.
È uno dei quartieri più vivaci della metropoli, con un'intensa vita culturale e gastronomica. I gruppi etnici stranieri predominanti nel quartiere sono tedeschi, italiani, ebrei, francesi, portoghesi, giapponesi, cinesi e coreani. Tra gli immigrati brasiliani spiccano quelli provenienti da Rio de Janeiro, soprattutto nella zona di Rua Fradique Coutinho.

## Storia
L'area di Pinheiros è considerata dalla stragrande maggioranza degli storici il primo quartiere di San Paolo, sia per le sue origini indigene che per quelle portoghesi. Dopo l'arrivo dei gesuiti sull'altopiano che avrebbe dato origine alla città di San Paolo, un gruppo indigeno si stabilì, intorno al 1560, sulle rive del Rio Grande - in seguito noto come Rio Pinheiros - presumibilmente nell'area oggi occupato da Largo de Pinheiros. La zona faceva parte di un'enorme sesmaria donata da Martim Afonso de Sousa a Pero de Góis nel 1532, le cui terre si estendevano da Butantã alle sorgenti del torrente Água Branca. Nel 1584, queste terre passarono a Fernão Dias Pais.
L'urbanizzazione e lo sviluppo economico sono iniziati nella regione solo all'epoca del boom del caffè in Brasile, soprattutto a San Paolo, e sono stati costruiti con i ricavi provenienti dalle esportazioni di caffè. Alla fine del XIX secolo, l'area accolse un buon numero di immigrati italiani e successivamente, nel XX secolo, immigrati giapponesi. La costruzione della strada São Paulo-Paraná (la futura autostrada Raposo Tavares) nel 1922, sopra l'antica strada di Cotia o strada di Sorocaba, accelerò lo sviluppo della regione e attirò gli agricoltori di Cotia a vendere i loro prodotti al mercato di Pinheiros. Il quartiere iniziò ad affermarsi come regione della classe media, con una grande presenza di commerci e industrie.

## Trasporti
È servita da quattro stazioni della metropolitana: Vila Madalena (Linea 2-Verde), inaugurata nel 1998; Faria Lima, Pinheiros e Fradique Coutinho (Linea 4-Gialla), aperte rispettivamente nel 2010, 2011 e 2014.